# Station Pont-l'Évêque
Station Pont-l'Évêque is een spoorwegstation in de Franse gemeente Pont-l'Évêque.
Op 7 juli 1862 werd de lijn Pont-l'Évêque - Honfleur geopend en precies een jaar later de lijn naar Trouville en Deauville.

## Treindienst
| Serie | Treinsoort | Route                                                                                 | Bijzonderheden |
| ----- | ---------- | ------------------------------------------------------------------------------------- | -------------- |
| K 3+  | TER (SNCF) | Paris Saint-Lazare – Évreux-Normandie – Lisieux – Pont-l'Évêque – Trouville-Deauville |                |
| P 3   | TER (SNCF) | Lisieux – Pont-l'Évêque – Trouville-Deauville                                         |                |